# موسى مخول
موسى مخول وهو كاتب ومؤرخ لبناني مشهور باختصاصه بالتاريخ السرياني ولد في سنة 1938 في لبنان وقد أشتهر بكتابه الحضارة السريانية حضارة عالمية، كما اختص في مؤلفات الآباء السريان الأوائل كأفرام السرياني و برديصان رابوبلا و إسحق السرياني وهو خريج الجامعة الأنطونية.